# Tabasarandistriktet

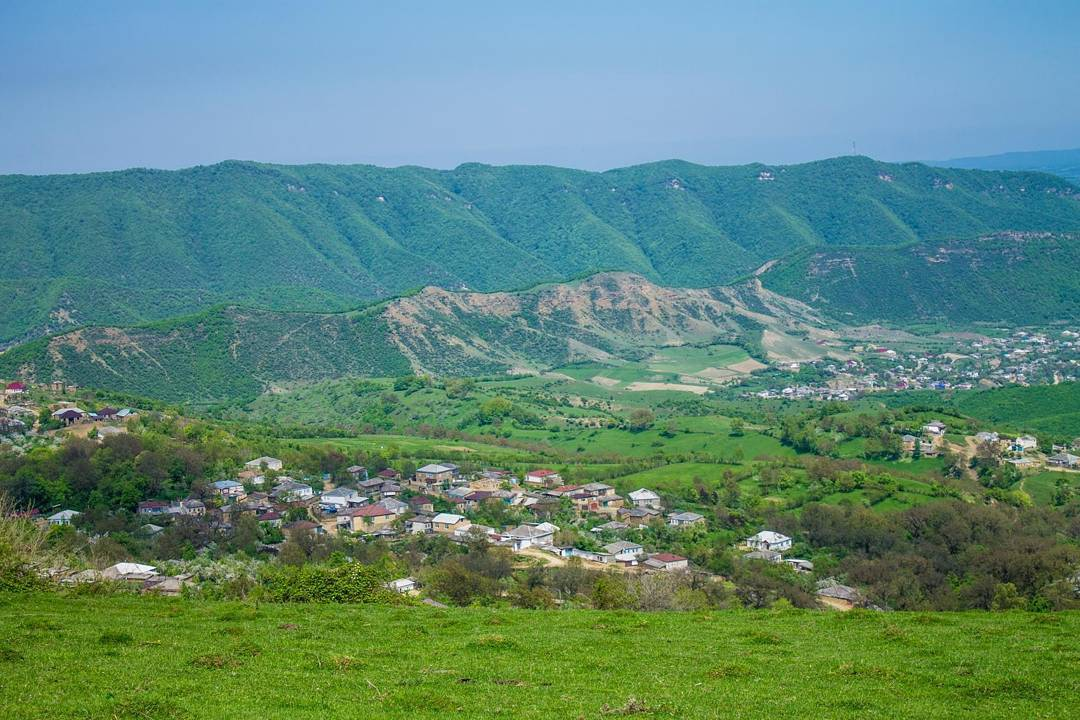
Byn Dzjuldzjag i Dzjuldzjag selsovjet i Tabasarandistriktet

Tabasarandistriktet (ryska:Табасаранский райо́н) är administrativ kommunal enhet (kommundistrikt) i den sydöstra delen av Dagestan. Det har en yta på 801 kvadratkilometer och hade 2021 en befolkning på drygt 53 000. Huvudort är Chutjni, som hade en befolkning på omkring 3 200 personer 2010. Den högsta punkten är Mount Dzhufudag 3 015 meter.
Tabasarandistriktet är ett av 41 kommundistrikt i Dagestan. Det är indelat i 22 kommuner ("byråd", "selsovjeter"), vilka omfattar 74 byar, vilka alla är monoetniska. Av befolkningen hade 2010 79 procent tabasaranska och 18 procent azerbajdzjanska som modersmål.
I distriktet talas som huvudspråk tabasaranska, som är ett dagestanskt, eller nordöstkaukasiskt, språk. Av befolkningen hade 2010 79 procent tabasaranska och 18 procent azerbadjanska som modersmål.
Distriktet har en agrar ekonomi med produktion av spannmål, frukt, vindruvor och grönsaker. 

## Sevärdheter
Omkring två kilometer nordväst om Chutjni ligger det 30 meter höga vattenfallet Chanag, med två kaskader, i floden Chanagtjaj, omkring 650 meter över havet. 
Omkring en och en halv kilometer norr om Chutjni ligger en medeltida fästning på en hög kulle med branta sidor. Den kan ha börjats anläggas på 700-talet eller 800-talet efter Kristus.

## Bildgalleri

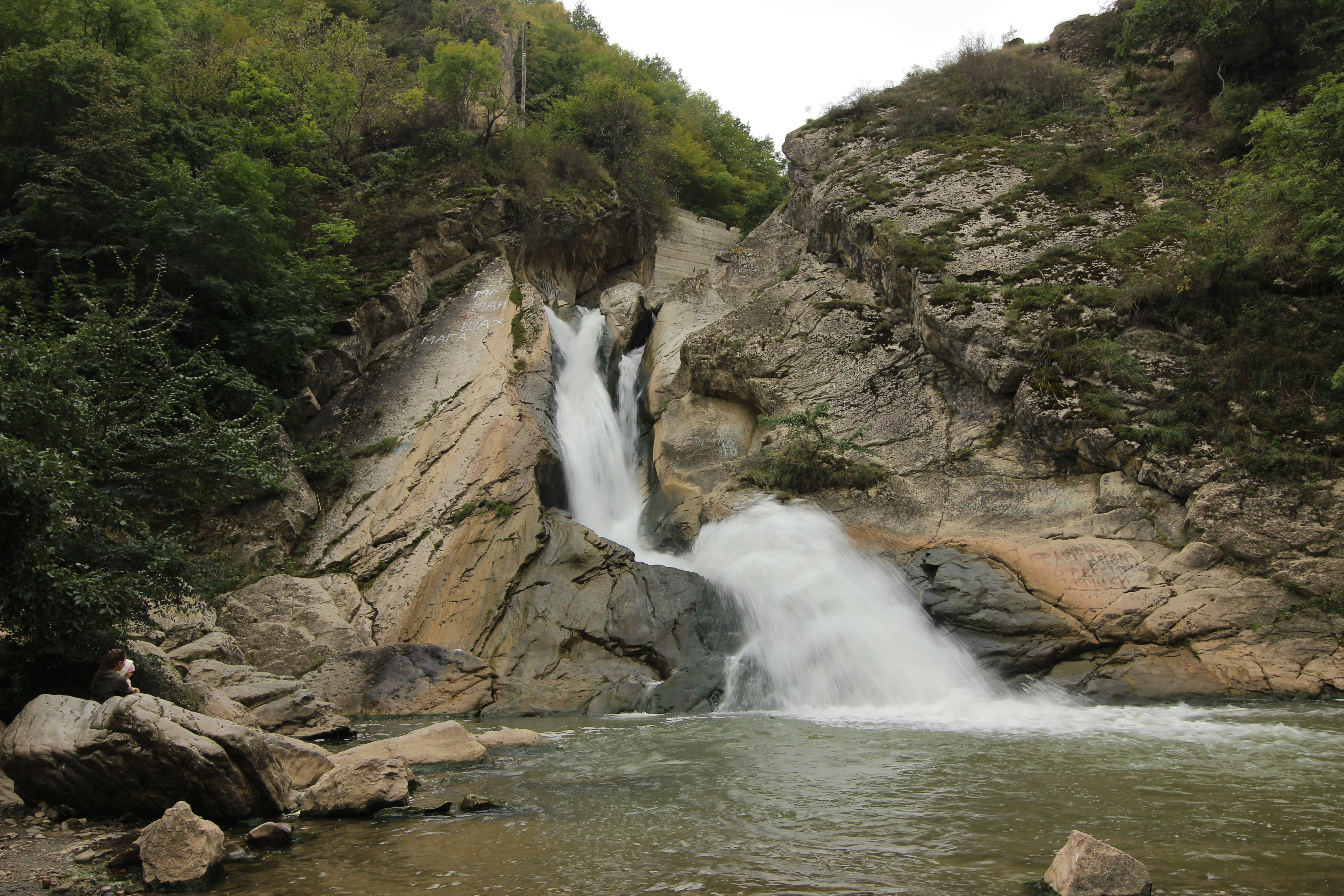
Vattenfallet Chanag
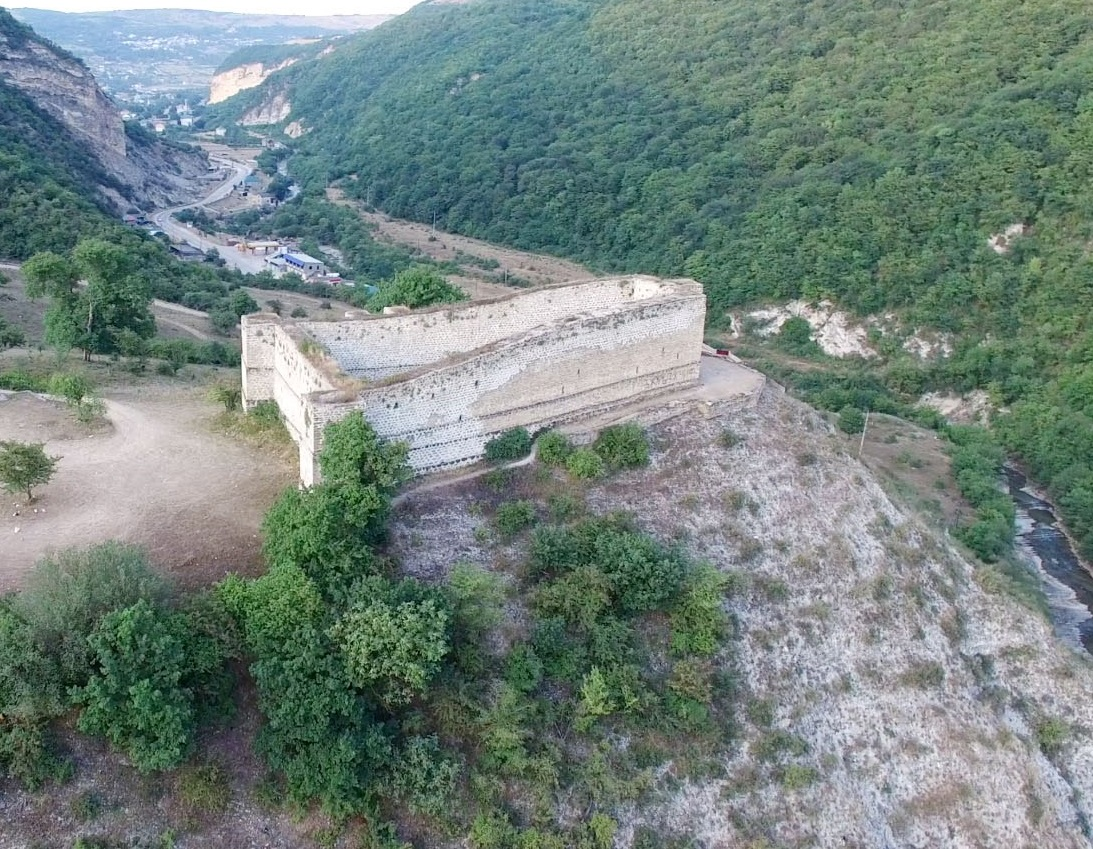
Chuchnis medeltida fästning